# Birger Abram Fagerlind
Birger Abram Fagerlind, född 14 december 1767 i Berga socken, död 20 april 1813 i Jönköping, var en svensk tonsättare.

## Biografi
Birger Abraham Fagerlind föddes 14 december 1767 i Berga socken. Han var son till komministern Magnus Fagerlind (född 1732) i Berga församling och Britta Cajsa Littorin. Han reste 1800 till Ostindien. 1803 tog Fagerlind kirurgie magister. Han gjorde samma år sin tredje resa till Ostindien. När Fagerlind kom hem från sin resa 1805 blev han sinnessjuk och togs in på Jönköpings lasarett. Han avled 21 april 1813 av bröstfeber i Jönköping.

## Musikverk
- Två stycken för cembalo eller pianoforte. Tillägnad Carl Fredrik Fallén.[6]

1. Moderato i c-moll
2. Rondo, Allegretto i F-dur.